# 愛知工業大學名電中學校及高等學校
愛知工業大學名電中學校及高等學校是位於日本愛知縣名古屋市千種區若水三丁目地區的私立完全中學。
其棒球部為愛知縣高等學校中的常勝軍，已超過十次成為愛知縣代表參加夏季甲子園。

## 歷史
學校的前身可以追溯至1912年成立的「名古屋電氣學講習所」，此後成為實業學校後曾先後更名為「私立名古屋電氣學校」、「名古屋電氣學校」，1947年至1949年期間配合日本的學制改革設立為「名古屋電氣中學校」和「名古屋電氣高等學校」。
其中中學校在1948年更名為「名電中學校」，1959年學校營運方新設立名古屋電氣大學後，將中學校改設為「名古屋電氣大學附屬中學校」，隔年又因名古屋電氣大學的更名成為「愛知工業大學附屬中學校」；高等學校也在同一年更名為「名古屋電氣工業高等學校」，1976年更名為「名古屋電氣高等學校」，1983年更名為「愛知工業大學名電高等學校」。中學校最終則是在2018年更改為一致的「愛知工業大學名電中學校」。